# روبرت ليفي (طبيب)
روبرت ليفي (بالفرنسية: Robert Lévy)‏ هو طبيب فرنسي، ولد في 9 يناير 1928، وتوفي في 1944.